# Лещинский, Юрий Евгеньевич
Юрий Евгеньевич Лещинский — советский хозяйственный и политический деятель.

## Биография
Родился в 1935 году в Ульяновске. Член КПСС.
Окончил Грозненский нефтяной институт.
В 1958—1972 гг. — инженерный и руководящий работник нефтедобывающих предприятий Туркменской ССР.
В 1972—1985 гг. — заместитель заведующего, заведующий отделом нефтяной и химической промышленности ЦК КП Туркмении.
В 1985—1988 гг. — второй секретарь Марыйского обкома КП Туркмении.
В 1988—1991 гг. — первый заместитель председателя Государственного комитета Туркменской ССР по снабжения нефтепродуктами.
За разработку и внедрение научно-технических решений, обеспечивших ускоренное создание крупного Шатлыкского газодобывающего комплекса на базе прогрессивной технологии и отечественного оборудования большой единичной мощности был в составе коллектива удостоен Государственной премии СССР в области науки и техники 1982 года.
Избирался депутатом Верховного Совета Туркменской ССР 10-го и 11-го созывов.
Жил в России.

## Награды
- Орден Знак Почёта (дважды)